# Шевляков, Роман Сергеевич
Роман Сергеевич Шевляков (род. 26 августа 1998, Энгельс, Саратовская область) — российский пловец, специализирующийся в плавании баттерфляем. Чемпион мира в эстафете, чемпион Европейских игр. Мастер спорта России международного класса.

## Биография
Роман Шевляков родился 26 августа 1998 года в городе Энгельсе Саратовской области. Начал заниматься плаванием в энгельсской спортивной школе «Центральная» у тренера Юрия Дмитриевича Тюлина. Впоследствии переехал на постоянное жительство в Санкт-Петербург, проходил подготовку в Санкт-Петербургском Училище олимпийского резерва № 1 под руководством тренера высшей категории Андрея Николаевича Степанова.
В 2013 году получил звание мастера спорта России по плаванию.
Первого серьёзного успеха на всероссийском уровне добился в сезоне 2014 года, когда с командой Санкт-Петербурга выиграл бронзовую медаль в эстафете 4×50 м вольным стилем на чемпионате России по плаванию на короткой воде в Казани.
Выпускник Института физической культуры, спорта и туризма Санкт-Петербургского политехнического университета Петра Великого, в 2023 году защитил работу магистра по теме «Развитие скоростно-силовых качеств пловцов дельфинистов 14—16 лет на этапе спортивного совершенствования с использованием моноласт».

## Юниорская карьера
Международную карьеру начал в составе сборной России на Европейских играх 2015 года в Баку, где прошёл юниорский чемпионат Европы по плаванию. Участвовал в заплывах на 50, 100 и 200 метров баттерфляем. Завоевал золотую медаль в смешанной комбинированной эстафете 4×100 метров.
В 2016 году вошёл в состав сборной России на чемпионат Европы среди юниоров в Ходмезёвашархее (Венгрия), где завоевал две серебряные награды — в индивидуальном заплыве на 100 метров баттерфляем и в комбинированной эстафете 4×100 метров.
В сентябре 2016 года дебютировал на этапе Кубка мира FINA, где выступал на дистанциях 50, 100 и 200 метров баттерфляем, а также в эстафетах.

## Взрослая карьера
В 2016 году на этапе Кубка мира в Москве завоевал бронзовую медаль в смешанной эстафете 4×50 метров вольным стилем. Также участвовал в личных заплывах на дистанциях 50 и 100 м баттерфляем, 50 м вольным стилем и 50 м на спине.
В декабре 2018 года выступил на чемпионате мира на короткой воде в Ханчжоу (Китай), где принял участие в заплывах на 50, 100 и 200 м баттерфляем, а также в эстафете 4×50 м комбинированным стилем, в которой завоевал золотую медаль.
В 2021 году на чемпионате мира на короткой воде в Абу-Даби (ОАЭ) стал бронзовым призёром в комбинированной эстафете 4×100 метров.